# Municipio de Loquemont
El municipio de Loquemont (en inglés: Loquemont Township) es un municipio ubicado en el condado de McLean en el estado estadounidense de Dakota del Norte. En el año 2010 tenía una población de 62 habitantes y una densidad poblacional de 0,67 personas por km².

## Geografía
El municipio de Loquemont se encuentra ubicado en las coordenadas 47°42′37″N 102°4′32″O / 47.71028, -102.07556. Según la Oficina del Censo de los Estados Unidos, el municipio tiene una superficie total de 93.09 km², de la cual 92,98 km² corresponden a tierra firme y (0,11 %) 0,11 km² es agua.

## Demografía
Según el censo de 2010, había 62 personas residiendo en el municipio de Loquemont. La densidad de población era de 0,67 hab./km². De los 62 habitantes, el municipio de Loquemont estaba compuesto por el 100 % blancos. Del total de la población el 1,61 % eran hispanos o latinos de cualquier raza.